# Bill Kirby
Bill Kirby (n. 12 septembrie 1975, Perth, Australia de Vest, Australia) este un înotător ce a reprezentat Australia, medaliat olimpic. A participat la o ediție a Jocurilor Olimpice (2000) în care a câștigat o medalie de aur.

## Participări
Lista de mai jos prezintă principalele competiții la care a participat Bill Kirby de-a lungul carierei.
- swimming at the 2000 Summer Olympics – men's 4 × 200 metre freestyle relay[*]